# 武公 (単)
武公（ぶこう）は、春秋時代の単の君主。
魯の定公七年（紀元前503年）夏四月、単の武公・劉の桓公は窮谷で尹氏に大敗させた。冬十一月戊午、単の武公・劉の桓公は周の敬王を迎え入れた。晋を通過するときに籍秦が敬王を送った。己巳、敬王が王城に入った。
魯の定公八年（紀元前502年）二月己丑、単武公は穀城、劉の桓公を儀栗を伐した。辛卯、単の武公は簡城、劉の桓公は盂を伐し、王室に献上した。